# Júlio de Matos Ibiapina
Júlio de Matos Ibiapina (Aquiraz, 22 de setembro de 1890 – Rio de Janeiro, 1947) foi um advogado, militar, professor e escritor brasileiro.

## Biografia
Filho de Francisco Ibiapina Rodrigues de Oliveira e Ana de Matos Oliveira. Estudou os preparatórios no Liceu do Ceará após o que ingressou na Faculdade de Direito do Ceará, transferindo-se, porém, para a Escola de São Paulo. Positivista, preferiu abandonar os estudos de Direito e passar uma temporada na Europa, aprimorando-se nos idiomas francês, inglês e alemão.
Esteve no Ceará em 1911/1912, trabalhando no Jornal da Manhã, em 1913 fez nova viagem à Europa, via Estados Unidos. No retorno, continuou no jornalismo, dirigindo o Diário do Estado. Ensinou no Liceu do Ceará, na Escola Normal e no Colégio Militar do Ceará. 
Fundou o jornal oposicionista O Ceará (1924) e, seis anos depois, A Nação, sempre combatendo a política dominante no estado e no país. Também combateu o clericalismo. Ensinou no Colégio Militar de Porto Alegre e no Colégio Militar do Rio de Janeiro, cidades onde escreveu Para o Correio do Povo e o Correio da Manhã, respectivamente. 
Júlio Ibiapina fez parte da Academia Cearense de Letras (ACL) e foi sócio-fundador da Associação Cearense de Imprensa (ACI), entidade da categoria jornalística surgida em 1925. Fundou também a Academia Brasileira de Filologia, da qual foi membro participante.
Escreveu algumas obras didáticas. Foi Secretário de Fazenda do Estado do Ceará.

## JornalO Ceará
Adepto do Positivismo, as ideias do filósofo francês Augusto Comte iriam influenciar a obra do jornalista cearense. Desse modo, era esperado que o progresso como meta e o incitamento da cientificidade permeassem os textos do jornal O Ceará. Exemplo de jornalismo crítico e independente, o periódico circulou na cidade de Fortaleza entre os anos de 1925 e 1930, combatendo o abuso das oligarquias, o coronelismo com seu voto de cabresto e contradições da Igreja Católica. Percebia origens sociais e econômicas em movimentos como o Cangaço.

## Integralismo
Participou brevemente do Clube 3 de Outubro, organização nacional de caráter fascista, tendo sido expulso em 17 de março de 1932.
Traduziu para o português o livro Mein Kampf (Minha Luta), de Adolf Hitler. Esta tradução tem sido alvo de constantes polêmicas por sua publicação ter sido desautorizada. Apesar disso, algumas editoras continuaram a publicá-lo, embora o livro tenha sido proibido no Brasil por decisão judicial.

## Obras
- From Facts to Grammar (4 volumes), livro de inglês para o ginásio.
- La Grammaire par Ia Langue (3 volumes), livro de francês para o ginásio.
- Lecture Expliques, francês.
- English Essay Mastered, inglês.
- First Steps, inglês.
- Les Premiers Pas, francês.

## Homenagens
- Abelardo F. Montenegro escreveu um livro em sua homenagem.[23]
- Uma rua em Fortaleza recebeu o seu nome.[24]